# Discografia de Ana Malhoa
A discografia de Ana Malhoa, uma cantora e compositora de música popular portuguesa, compreende onze álbuns de estúdio, seis extended plays, quatro trilhas sonoras, uma coletânea, um álbum infantil, uma mixtape e um álbum de vídeo. É a artista pop feminina mais requisitada para actuações em Portugal, com vendas superiores a 635 mil cópias em 30 anos de carreira.

## Álbuns de estúdio
| Ano  | Nome          | Detalhes | Posição nas Tabelas | Posição nas Tabelas | Posição nas Tabelas | Vendas     | Certificações     |
| Ano  | Nome          | Detalhes | POR                 | ESP                 | VEN                 | Vendas     | Certificações     |
| ---- | ------------- | --- | ------------------- | ------------------- | ------------------- | ---------- | ----------------- |
| 2000 | Ana Malhoa    | - Lançamento: 5 de abril de 2000 - Formatos: CD, download digital - Editora: Espacial                                 | 2                   | —                   | —                   | - : 18.000 | - AFP: Ouro       |
| 2001 | Por Amor      | - Lançamento: 27 de outubro de 2001 - Formatos: CD, download digital - Editora: Espacial                              | 2                   | —                   | —                   | - : 15.000 | - AFP: Ouro       |
| 2003 | Eu            | - Lançamento: 9 de maio 2003 - Formatos: CD, download digital - Editora: Espacial                                     | 4                   | —                   | —                   | - : 12.000 | - AFP: Ouro       |
| 2004 | Eu Sou Latina | - Lançamento: 11 de novembro 2004 - Formatos: CD, download digital - Editora: Espacial                                | 3                   | —                   | —                   | - : 14.000 | - AFP: Ouro       |
| 2007 | Nada Me Pára  | - Lançamento: 12 de março de 2007 - Formatos: CD, download digital - Editora: Espacial                                | 3                   | —                   | —                   | - : 15.000 | - AFP: Ouro       |
| 2008 | Exótica       | - Lançamento: 24 de junho de 2008 - Formatos: CD, download digital - Editora: Espacial                                | 9                   | 72                  | —                   | - : 7.000  |                   |
| 2009 | Sexy          | - Lançamento: 18 de maio de 2009 - Formatos: CD, download digital - Editora: Espacial                                 | 1                   | —                   | —                   | - : 21.000 | - AFP: Platina    |
| 2011 | Caliente      | - Lançamento: 13 de abril de 2011 - Formatos: CD, download digital - Editora: Espacial, Paradise Entertainment        | 1                   | —                   | —                   | - : 23.000 | - AFP: Platina    |
| 2013 | Azucar        | - Lançamento: 11 de fevereiro de 2013 - Formatos: CD, download digital - Editora: Espacial, Paradise Entertainment    | 1                   | 28                  | 45                  | - : 30.000 | - AFP: 2× Platina |
| 2015 | Superlatina   | - Lançamento: 11 de julho de 2015 - Formatos: download digital, streaming - Editora: Espacial, Paradise Entertainment | 6                   | —                   | 89                  | - : 7.500  | - AFP: Ouro       |
| 2016 | Futura        | - Lançamento: 29 de abril de 2016 - Formatos: CD, download digital, streaming - Editora: Paradise Entertainment       | 30                  | —                   | —                   |            |                   |

## Extended plays (EPs)
| Álbum                                        | Detalhes                                                                    | Vendas     | Certificações |
| -------------------------------------------- | --------------------------------------------------------------------------- | ---------- | ------------- |
| Pai Amigo (com José Malhoa)                  | - Lançamento: 1986 - Formatos: LP - Editora: Espacial                       | - : 33.000 | - AFP: Ouro   |
| Nossa Lambada (com José Malhoa)              | - Lançamento: 1989 - Formatos: LP - Editora: Espacial                       | - : 40.000 | - AFP: Ouro   |
| Estamos Unidos Para Sempre (com José Malhoa) | - Lançamento: 1991 - Formatos: LP, CD - Editora: Espacial                   | - : 25.000 | - AFP: Ouro   |
| I'm Happy                                    | - Lançamento: 1992 - Formatos: LP, CD, download digital - Editora: Espacial | - : 21.000 | - AFP: Ouro   |
| Dois Corações (com José Malhoa)              | - Lançamento: 1993 - Formatos: LP, CD - Editora: Espacial                   | - : 27.000 | - AFP: Ouro   |
| O Amor Nunca Pode Acabar (com José Malhoa)   | - Lançamento: 1994 - Formatos: LP, CD - Editora: Espacial                   | - : 25.000 | - AFP: Ouro   |
| Calças Rasgadas                              | - Lançamento: 1995 - Formatos: LP, CD, download digital - Editora: Espacial | - : 26.000 | - AFP: Ouro   |

## Mixtape
| Álbum                           | Detalhes                                                      |
| ------------------------------- | ------------------------------------------------------------- |
| Hot Reggaeton como "Lil' Queen" | - Lançamento: 20 de maio de 2005 - Formatos: download digital |

## Bandas Sonoras
| Álbum              | Detalhes                                                                | Vendas     | Certificações     |
| ------------------ | ----------------------------------------------------------------------- | ---------- | ----------------- |
| Super Buéréré      | - Lançamento: 1995 - Formatos: CD, download digital - Editora: Espacial | - : 80.000 | - AFP: 2× Platina |
| Big Buéréré        | - Lançamento: 1996 - Formatos: CD, download digital - Editora: Espacial | - : 40.000 | - AFP: Platina    |
| Buéréré Super      | - Lançamento: 1997 - Formatos: CD, download digital - Editora: Espacial | - : 40.000 | - AFP: Platina    |
| Buéréré Super Rock | - Lançamento: 1998 - Formatos: CD, download digital - Editora: Espacial | - : 80.000 | - AFP: 2× Platina |

## Compilações
| Álbum               | Detalhes                                                                               | Vendas     | Certificações |
| ------------------- | -------------------------------------------------------------------------------------- | ---------- | ------------- |
| Êxitos              | - Lançamento: 8 de agosto de 2006 - Formatos: CD, download digital - Editora: Espacial | - : 15.000 | - AFP: Ouro   |
| 15 Vozes do Coração | - Lançamento: 9 de abril de 2013 - Formatos: CD - Editora: Espacial, Correio da Manhã  | - : 5.950  |               |

## Álbuns Especiais
| Álbum                           | Detalhes                                                                                  | Vendas     | Certificações |
| ------------------------------- | ----------------------------------------------------------------------------------------- | ---------- | ------------- |
| Bué da Fixe: Só para Amiguinhos | - Lançamento: 21 de setembro de 2005 - Formatos: CD, download digital - Editora: Espacial | - : 16.000 | - AFP: Ouro   |

## Singles

### Como artista principal
| "I'm Happy"                                                                    | 1992 | 3[carece de fontes?]  | —                     | —                     | I'm Happy                       |
| "Aprender a Perdoar"                                                           | 1992 | 7[carece de fontes?]  | —                     | —                     | I'm Happy                       |
| "Calças Rasgadas"                                                              | 1995 | 1[carece de fontes?]  | —                     | —                     | Calças Rasgadas                 |
| "Desesperada"                                                                  | 1995 | 10[carece de fontes?] | —                     | —                     | Calças Rasgadas                 |
| "Amen"                                                                         | 1996 | 34[carece de fontes?] | —                     | —                     | Calças Rasgadas                 |
| "Eu Vou-Me Apaixonar"                                                          | 1996 | 34[carece de fontes?] | —                     | —                     | Calças Rasgadas                 |
| "Teu Corpo Ardente"                                                            | 2000 | 1[carece de fontes?]  | —                     | —                     | Ana Malhoa                      |
| "Toda a Vida (Ao Teu Lado)"                                                    | 2000 | 1[carece de fontes?]  | —                     | —                     | Ana Malhoa                      |
| "Tudo Por Um Dia"                                                              | 2001 | 5[carece de fontes?]  | —                     | —                     | Ana Malhoa                      |
| "Amor Lusitano (Amor a La Mexicana)"                                           | 2001 | 6[carece de fontes?]  | 20[carece de fontes?] | 51[carece de fontes?] | Ana Malhoa                      |
| "Por Amor"                                                                     | 2001 | 1[carece de fontes?]  | —                     | —                     | Por Amor                        |
| "Esta Vida É Louca"                                                            | 2002 | 4[carece de fontes?]  | —                     | —                     | Por Amor                        |
| "Amarga Traição"                                                               | 2002 | 2[carece de fontes?]  | —                     | —                     | Por Amor                        |
| "Eu Ficarei/Me Quedaré"                                                        | 2003 | 3[carece de fontes?]  | 46[carece de fontes?] | —                     | Eu                              |
| "Eu Que Te Amei"                                                               | 2003 | 11[carece de fontes?] | —                     | —                     | Eu                              |
| "Banho de Lua"                                                                 | 2003 | 48[carece de fontes?] | —                     | —                     | Eu                              |
| "Eu Sei Que Te Amo"                                                            | 2004 | 16[carece de fontes?] | —                     | —                     | Eu                              |
| "Si No Te Hubieras Ido"                                                        | 2004 | 1[carece de fontes?]  | 21[carece de fontes?] | 40[carece de fontes?] | Eu Sou Latina                   |
| "Se Deus Me Ajudar"                                                            | 2005 | 1[carece de fontes?]  | —                     | —                     | Eu Sou Latina                   |
| "Eu Sou Latina"                                                                | 2005 | 2[carece de fontes?]  | —                     | —                     | Eu Sou Latina                   |
| "Bué da Fixe"                                                                  | 2005 | 50[carece de fontes?] | —                     | —                     | Bué da Fixe: Só para Amiguinhos |
| "Reggae do Amor"                                                               | 2006 | 49[carece de fontes?] | —                     | —                     | Êxitos                          |
| "Nobre Coração"                                                                | 2006 | 50[carece de fontes?] | —                     | —                     | Êxitos                          |
| "Nada Me Pára"                                                                 | 2007 | 1[carece de fontes?]  | —                     | —                     | Nada Me Pára                    |
| "Beija o Que Tu Gostas"                                                        | 2007 | 3[carece de fontes?]  | —                     | —                     | Nada Me Pára                    |
| "Louca Ansiedade/Loca Ansiedad"                                                | 2007 | 43[carece de fontes?] | 50[carece de fontes?] | —                     | Nada Me Pára                    |
| "Desenho de Deus"                                                              | 2007 | 35[carece de fontes?] | —                     | —                     | Nada Me Pára                    |
| "Nada É Proibido"                                                              | 2008 | 3[carece de fontes?]  | —                     | —                     | Exótica                         |
| "Tu És O Fogo"                                                                 | 2008 | 20[carece de fontes?] | —                     | —                     | Exótica                         |
| "Sinto-me Sexy"                                                                | 2009 | 2[carece de fontes?]  | —                     | —                     | Sexy                            |
| "Devora-me Com Beijos (Te Comeré a Besos)"                                     | 2009 | 2[carece de fontes?]  | —                     | —                     | Sexy                            |
| "Sou o Fruto Proibido"                                                         | 2010 | 5[carece de fontes?]  | —                     | —                     | Sexy                            |
| "Tu Podes Vencer"                                                              | 2010 | 16[carece de fontes?] | —                     | —                     | Sexy                            |
| "Borboletas"                                                                   | 2010 | 8[carece de fontes?]  | —                     | —                     | Sexy                            |
| "Bomba Latina (Yo Soy Latina)"                                                 | 2011 | 1[carece de fontes?]  | —                     | —                     | Caliente                        |
| "Carinha Bonita (Niña Bonita)"                                                 | 2011 | 18[carece de fontes?] | —                     | —                     | Caliente                        |
| "A Noite É Loucura"                                                            | 2011 | 3[carece de fontes?]  | —                     | —                     | Caliente                        |
| "Danza Kuduro"                                                                 | 2012 | 26[carece de fontes?] | —                     | —                     | Caliente                        |
| "Sube La Temperatura"                                                          | 2013 | 1[carece de fontes?]  | 26[carece de fontes?] | 28[carece de fontes?] | Azucar                          |
| "Pegadito Suavecito"                                                           | 2013 | 28[carece de fontes?] | —                     | —                     | Azucar                          |
| "Tá Turbinada"com D Snow & DJ True Love                                        | 2014 | 1[carece de fontes?]  | 30[carece de fontes?] | 57[carece de fontes?] | Superlatina                     |
| "Solo Tu"com Manolo Alayeto                                                    | 2015 | 11[carece de fontes?] | —                     | —                     | Superlatina                     |
| "Encaixa Baby Encaixa"com D Snow & DJ True Love                                | 2015 | 1[carece de fontes?]  | —                     | —                     | Superlatina                     |
| "Pura Calentura"com Manolo Alayeto & D Snow                                    | 2015 | 19[carece de fontes?] | —                     | —                     | Superlatina                     |
| "Dame Un Besito"                                                               | 2016 | 4[carece de fontes?]  | —                     | —                     | Futura                          |
| "Ampulheta"                                                                    | 2017 | —                     | —                     | —                     |                                 |
| "Viúva Negra"                                                                  | 2018 | —                     | —                     | —                     |                                 |
| "—" denota singles que não entraram nas paradas musicais ou não foram lançados |      |                       |                       |                       |                                 |

### Singlespromocionais
| Título                           | Ano  | Álbum                           |
| -------------------------------- | ---- | ------------------------------- |
| "Onde Estão? (¿Dónde Están?)"    | 1999 | Ana Malhoa                      |
| "Baba"                           | 2002 | —                               |
| "Sinto"                          | 2003 | Eu                              |
| "Sigo o Vento"                   | 2003 | Eu                              |
| "Teu Veneno"                     | 2003 | Eu                              |
| "Soco, Bate, Vira"               | 2005 | Bué da Fixe: Só para Amiguinhos |
| "Subelo"                         | 2006 | Reggaeton                       |
| "Like A Prayer"                  | 2007 | Nada Me Pára                    |
| "Gimmi More"                     | 2008 | Exótica                         |
| "Colesterol de Amor"com El Cata  | 2012 | —                               |
| "Palpitación"com Mr. Rommel      | 2012 | Azucar                          |
| "Sirena"com Mr. Fama             | 2013 | Azucar                          |
| "Limbo"com D Snow & DJ True Love | 2014 | —                               |
| "Más No Puedo Amarte"            | 2014 | —                               |
| "Manos P'arriba"                 | 2014 | —                               |
| "Que Viva La Vida"               | 2014 | —                               |
| "Futura (Visionary)"             | 2016 | Futura                          |
| "Contigo Pierdo la Cabeza"       | 2016 | Futura                          |

### Dos discos editados com José Malhoa
| "Pai Amigo"                                                                    | 1986 | 3[carece de fontes?]  | — | — | Pai Amigo                  |
| "Dá-Me A Tua Mão"                                                              | 1986 | 5[carece de fontes?]  | — | — | Pai Amigo                  |
| "Vem Dançar"                                                                   | 1987 | 8[carece de fontes?]  | — | — | —                          |
| "A Nossa Lambada"                                                              | 1989 | 2[carece de fontes?]  | — | — | Nossa Lambada              |
| "Cantar Contigo É Melhor"                                                      | 1989 | 16[carece de fontes?] | — | — | Nossa Lambada              |
| "O Maior Amor Do Mundo"                                                        | 1991 | 7[carece de fontes?]  | — | — | Estamos Unidos Para Sempre |
| "Dois Corações (Sempre A Palpitar)"                                            | 1993 | 2[carece de fontes?]  | — | — | Dois Corações              |
| "Merengue, Mexe Mexe"                                                          | 1994 | 33[carece de fontes?] | — | — | Dois Corações              |
| "O Amor Nunca Pode Acabar"                                                     | 1994 | 16[carece de fontes?] | — | — | O Amor Nunca Pode Acabar   |
| "Cosinha Linda"                                                                | 1994 | 20[carece de fontes?] | — | — | O Amor Nunca Pode Acabar   |
| "—" denota singles que não entraram nas paradas musicais ou não foram lançados |      |                       |   |   |                            |

### De trilhas sonoras
| Título                         | Ano  | Posições              | Posições | Posições | Álbum              |
| Título                         | Ano  | PT                    | ES       | EU       | Álbum              |
| ------------------------------ | ---- | --------------------- | -------- | -------- | ------------------ |
| "Começar no "A""               | 1994 | 1[carece de fontes?]  | —        | —        | Super Buéréré      |
| "Viva o Sonho de Criança"      | 1995 | 15[carece de fontes?] | —        | —        | Super Buéréré      |
| "Um, Dois, Três"               | 1996 | 11[carece de fontes?] | —        | —        | Big Buéréré        |
| "Então É Natal"                | 1996 | 1[carece de fontes?]  | —        | —        | Big Buéréré        |
| "Olha o Lobisomem"             | 1997 | 12[carece de fontes?] | —        | —        | Buéréré Super      |
| "El Sombrero"                  | 1997 | 25[carece de fontes?] | —        | —        | Buéréré Super      |
| "Começar no "A" (Versão Rock)" | 1998 | 1[carece de fontes?]  | —        | —        | Buéréré Super Rock |

### Como artista convidada
| Título                                                                            | Ano  | Álbum              |
| --------------------------------------------------------------------------------- | ---- | ------------------ |
| "Vem Viver a Vida (Vem Cá, Vem Cá)"(José Malhoa com partipação de Ana Malhoa)     | 2007 | Duas Rosas         |
| "Bring Me Here"(Skewer com partipação de Ana Malhoa)                              | 2008 | —                  |
| "As 3 Gerações"(José, Ana e Índia Malhoa)                                         | 2010 | —                  |
| "Y es Así"(David Navarro com Ana Malhoa)                                          | 2010 | —                  |
| "As Cores da Bandeira"(Índia Malhoa com Ana Malhoa)                               | 2012 | —                  |
| "Baile das Mulheres (Girl Power Remix)"(José Malhoa com partipação de Ana Malhoa) | 2012 | Baile das Mulheres |
| "Um dia de Cada Vez"(José, Ana e Índia Malhoa)                                    | 2012 | Baile das Mulheres |
| "Vou-te Esperar"(Rogerinho com Ana Malhoa)                                        | 2014 | —                  |

### Para caridade
| Título                    | Ano  | Posições             | Posições              | Posições              | Álbum                                           |
| Título                    | Ano  | PT                   | ES                    | EU                    | Álbum                                           |
| ------------------------- | ---- | -------------------- | --------------------- | --------------------- | ----------------------------------------------- |
| "Triumph Without Weapons" | 2006 | 1[carece de fontes?] | 30[carece de fontes?] | 36[carece de fontes?] | Como embaixadora da UNICEF nos países lusófonos |

## Videografia

### Álbuns de vídeo
| Álbum                          | Detalhes | Vendas     | Certificações     |
| ------------------------------ | --- | ---------- | ----------------- |
| Sexy: A história de Ana Malhoa | - Lançamento: 7 de outubro de 2010 - Formatos: DVD, download digital - Gravadora: BeActive, Espacial           | - : 50.000 | - AFP: 5× Platina |
| Ao vivo no Coliseu de Lisboa   | - Lançamento: 20 de novembro de 2015 - Formatos: download digital - Gravadora: Espacial, Paradise Entertaiment | - : 1.625  |                   |

### Videoclipes
| Canção                                             | Ano  | Diretor                           | Notas                                                                           |
| -------------------------------------------------- | ---- | --------------------------------- | ------------------------------------------------------------------------------- |
| "Calças Rasgadas"                                  | 1995 | Editora Espacial                  |                                                                                 |
| "Teu Corpo Ardente"                                | 2000 | Editora Espacial                  |                                                                                 |
| "Toda A Vida (Ao Teu Lado)" [Ao Vivo]              | 2001 | Editora Espacial                  |                                                                                 |
| "Por Amor"                                         | 2001 | Editora Espacial                  |                                                                                 |
| "Eu Ficarei/Me Quedaré"                            | 2003 | Editora Espacial                  |                                                                                 |
| "Si No Te Hubieras Ido" (Ao Vivo)                  | 2004 | Editora Espacial                  |                                                                                 |
| "Se Deus Me Ajudar"                                | 2005 | Editora Espacial                  |                                                                                 |
| "Triumph Without Weapons"                          | 2006 | UNICEF                            | Campanha para UNICEF nos países lusófonos e desarmamento voluntário em Portugal |
| "Nada Me Pára" (Ao Vivo)                           | 2007 | Jorge Moreira                     |                                                                                 |
| "Nada É Proibido"                                  | 2008 | Tiago Carvalho (Guérrilha Filmes) |                                                                                 |
| "Sinto-me Sexy"                                    | 2009 | Jorge Moreira                     |                                                                                 |
| "Bomba Latina (Yo Soy Latina)"                     | 2011 | Jorge Moreira                     |                                                                                 |
| "Carinha Bonita (Carita Bonita)" [Ao Vivo]         | 2011 | Editora Espacial                  |                                                                                 |
| "A Noite É Loucura" (Ao Vivo)                      | 2011 | Editora Espacial                  |                                                                                 |
| "Danza Kuduro"                                     | 2012 | Jorge Moreira                     |                                                                                 |
| "Colesterol de Amor" (com El Cata)                 | 2012 | Jorge Moreira                     |                                                                                 |
| "Sube La Temperatura"                              | 2013 | Jorge Moreira                     |                                                                                 |
| "Tá Turbinada" (com D Snow & DJ True Love)         | 2014 | Jorge Moreira                     |                                                                                 |
| "Solo Tu" (com Manolo Alayeto)                     | 2015 | Jorge Moreira                     |                                                                                 |
| "Encaixa Baby Encaixa" (com D Snow & DJ True Love) | 2015 | Jorge Moreira                     |                                                                                 |
| "Futura"                                           | 2015 | Jorge Moreira                     |                                                                                 |
| "Dame un Besito"                                   | 2015 | Jorge Moreira                     |                                                                                 |
| "Ampulheta"                                        | 2017 | João Saldanha                     | Mais de um milhão e 300 mil visualizações no YouTube à data de setembro de 2018 |
| "Viúva Negra"                                      | 2018 | Tiago ‘’Foka’' Batista            | Mais de 254 mil visualizações no YouTube à data de setembro de 2018             |

## Referência
1. 1 2 3 4 5 6 7 8 9 10 11 12 13 14 15 16 17 18 19 20 21 22 23  M.P da semana: Ana Malhoa
2. ↑  «Ana Malhoa Nada Me Pára». Consultado em 2 de julho de 2015. Arquivado do original em 2 de julho de 2015
3. ↑  Ana Malhoa tem novo álbum
4. 1 2  «Ana Malhoa, Versatilidade e Talento nos Palcos do Mundo». Consultado em 2 de julho de 2015. Arquivado do original em 2 de julho de 2015
5. 1 2 3 4  «Biografia». Ana Malhoa. Consultado em 18 de janeiro de 2017
6. ↑  Ana Malhoa regressa (ainda mais) ousada
7. 1 2 3 4 5 6 7  «Filha de Ana Malhoa lança álbum». Consultado em 1 de julho de 2015. Arquivado do original em 24 de setembro de 2015
8. 1 2 3 4 5  «Ana Malhoa». Consultado em 1 de julho de 2015. Arquivado do original em 17 de junho de 2015
9. 1 2 3 4 5 6  Super Buéréré
10. 1 2  Ana Malhoa – HOT Reggaeton by Lil Queen
11. ↑  Ana Malhoa Exitos
12. 1 2 3 4  Disco De Ouro 14/15 (2014)
13. ↑  Correio da Manhã disponibiliza coleção de livros e CDs "Vozes do Coração"
14. ↑  «Correio da Manhã lança coleção "Vozes do Coração"». Consultado em 21 de dezembro de 2016. Arquivado do original em 21 de dezembro de 2016
15. 1 2 3 4  Portuguese Charts
16. 1 2 3 4  Spanish Charts
17. 1 2 3 4  European Charts
18. 1 2  Mais de 50 mil pessoas viram “Sexy – A história de Ana Malhoa”
19. ↑  Veja o concerto inteiro dos 30 anos de Ana Malhoa no Coliseu dos Recreios
20. ↑  Portugal: Desarmamento Voluntário